# NGC 1004
NGC 1004 (również PGC 9961 lub UGC 2112) – galaktyka eliptyczna (E), znajdująca się w gwiazdozbiorze Wieloryba. Odkrył ją Édouard Jean-Marie Stephan 1 grudnia 1880 roku.